# Сент-Оранс-Казо
Сент-Ора́нс-Казо́ (фр. Sainte-Aurence-Cazaux) — коммуна во Франции, находится в регионе Юг — Пиренеи. Департамент — Жер. Входит в состав кантона Мьелан. Округ коммуны — Миранд.
Код INSEE коммуны — 32363.

## География
Коммуна расположена приблизительно в 630 км к югу от Парижа, в 90 км западнее Тулузы, в 33 км к юго-западу от Оша.
На востоке коммуны протекает река Баизоль.

## Климат
Климат умеренно-океанический. Лето жаркое и немного дождливое, температура часто превышает 35 °С. Зимой часто бывает отрицательная температура и ночные заморозки. Годовое количество осадков — 700—900 мм.

## Население
Население коммуны на 2010 год составляло 124 человека.
| 1962 | 1968 | 1975 | 1982 | 1990 | 1999 | 2010 |
| ---- | ---- | ---- | ---- | ---- | ---- | ---- |
| 197  | 181  | 140  | 130  | 138  | 121  | 124  |

## Администрация
| Период | Период | Фамилия         | Партия | Примечания |
| ------ | ------ | --------------- | ------ | ---------- |
| 2001   | 2008   | Жан Казала      |        |            |
| 2008   | 2020   | Жан-Марк Ле Мао |        |            |

## Экономика
В 2010 году среди 69 человек трудоспособного возраста (15-64 лет) 48 были экономически активными, 21 — неактивными (показатель активности — 69,6 %, в 1999 году было 70,1 %). Из 48 активных жителей работали 41 человек (23 мужчины и 18 женщин), безработных было 7 (1 мужчина и 6 женщин). Среди 21 неактивных 4 человека были учениками или студентами, 10 — пенсионерами, 7 были неактивными по другим причинам.

## Фотогалерея
- Сент-Оранс-Казо
- Церковь и военный мемориал
- Знак на въезде в Сент-Оранс-Казо
- Карта коммуны